# قالند سفلی
قالند سفلی، روستایی از توابع بخش مرکزی شهرستان بهبهان در استان خوزستان ایران است.

## جمعیت
این روستا در بخش مرکزی شهرستان بهبهان قرار دارد و براساس سرشماری مرکز آمار ایران در سال ۱۳۸۵، جمعیت آن ۶۰۳ نفر (۱۱۵خانوار) بوده‌است.اکثر افراد این روستای از طایفه بزرگ چنگلوایی می باشند.